# 当歳馬品評会
当歳馬品評会（とうさいばひんぴょうかい）は、北海道の浦河町・浦河地区と荻伏地区の軽種馬生産振興会・青年部が中心となって行う、競走馬の品評会。
2011年から毎年11月に、各地区の牧場の相互親睦を目的に行われている。この品評会は浦河と荻伏のそれぞれの牧場の代表当歳（その年生産された馬）を出品してもらい、青年部スタッフや、日本軽種馬協会、日高軽種馬農業協同組合、並びに日高振興局の牧場関係者らが審査員を務め、出品された馬の飼養管理、しつけ、ボディーケア、人馬との信頼関係などを審査するもので、それらの審査の採点を基に、最優秀1頭、優秀2頭（第1席・第2席）、ベストターンドアウト賞若干頭、その他必要に応じて特別賞を贈呈する。
品評会に出品された馬からも活躍馬が輩出され、ウォーターナビレラ、ダテノショウグンなどが活躍している。